# Onthophagus subcancer
Onthophagus subcancer é uma espécie de inseto do género Onthophagus, família Scarabaeidae, ordem Coleoptera.
Foi descrita cientificamente por Howden em 1973.